# Gerald Leeman

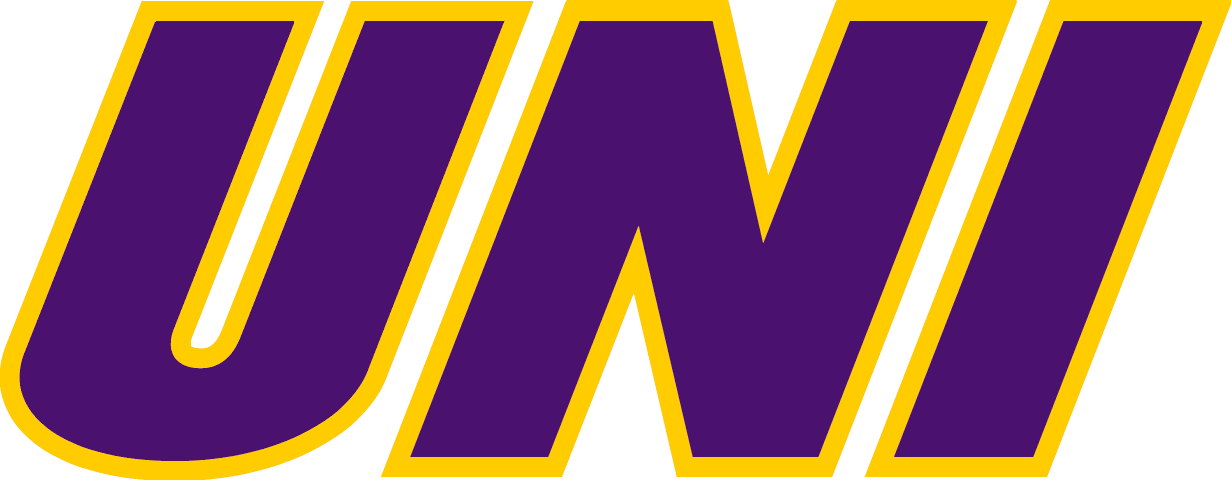
Zawodnik Northern Iowa Panthers

Gerald Grant „Gerry” Leeman (ur. 20 czerwca 1922 w Little Cedar, zm. 10 października 2008 w Cedar Falls) – amerykański zapaśnik walczący w stylu wolnym. Srebrny medalista olimpijski z Londynu 1948 w kategorii do 57 kg.
Zawodnik Osage High School w Osage i University of Northern Iowa. All-American w NCAA Division I w 1946, gdzie zajął pierwsze miejsce oraz zdobył też tytuł "Outstanding Wrestler". Trener zapasów.

## Letnie Igrzyska Olimpijskie 1948
| Konkurencja      | Rundy eliminacyjne   | Rundy eliminacyjne | Rundy eliminacyjne   | Rundy eliminacyjne     | Rundy eliminacyjne      | Rundy eliminacyjne | Klas. końcowa |
| Konkurencja      | Przeciwnik I         | Przeciwnik II      | Przeciwnik III       | Przeciwnik IV          | Przeciwnik V            | Przeciwnik VI      | Miejsce       |
| ---------------- | -------------------- | ------------------ | -------------------- | ---------------------- | ----------------------- | ------------------ | ------------- |
| 57 kg styl wolny | Nirmal Bhose (IND) Z | Ray Cazaux (GBR) Z | Lajos Bencze (HUN) Z | Charles Kouyos (FRA) Z | Joseph Trimpont (BEL) Z | Nasuh Akar (TUR) P | 2.            |